# Друга книга джунглів
Дру́га кни́га джу́нглів (англ. The Second Jungle Book) — продовження «Книги джунглів» Редьярда Кіплінга. Вперше опублікована в 1895 році, книга містить п'ять історій про Мауглі та три непов'язані історії. Усі, крім однієї відбуваються в Індії. Більшість з історій, що містить книга, Кіплінг написав живучи у Вермонті. До моменту публікації книги, всі історії були раніше вже публікувалися в журналах в 1894—1895 роках.

## Розповіді
- «Як в джунглі прийшов страх»
- «Чудо Пурун Бхагата»
- «Могильники»
- «Королівський анкас»
- «Квікверн»
- «Руді собаки»
- «Весна»

## Вірші і Пісні
- «Закон джунглів»
- «Пісня Кабіра»
- «Пісня Мауглі проти людей»
- «Пісня маленького мисливця»
- «Пісня дитини»
- «Утсонг»